# Robert Charles Wilson
Robert Charles Wilson (1953 - ), es un autor canadiense de ciencia ficción.
Wilson nació en el estado norteamericano de California, pero creció y ha pasado casi toda su vida en Canadá, adquiriendo la nacionalidad en 2007. Publicó por primera vez en la revista Analog Science Fiction, firmando con el pseudónimo Bob Chuck Wilson. Su obra acostumbra a desarrollar argumentos de ciencia ficción dura sin renunciar a la elaboración de buenos personajes. 
Ha recibido numerosas distinciones literarias: el premio Hugo por su novela Spin, el premio John W. Campbell Memorial por la novela The Chronoliths, varios premios Aurora por sus trabajos Blind Lake, Darwinia, y la historia corta The Perseids, y el premio Philip K. Dick por Mysterium. Además, sus libros han estado entre los más valorados por la revista New York Times.

## Obras
- A Hidden Place (1986)
- Memory Wire (1987)
- Nómadas / Gypsies (1988)
- The Divide (1990)
- A Bridge of Years (1991)
- The Harvest (1992)
- Mysterium / Mysterium (1994)
- Darwinia / Darwinia (1998)
- Bios (1999)
- Los cronolitos / The Chronoliths (2001)
- Testigos de las Estrellas / Blind Lake (2003)
- Spin (2005)
- Axis (2007) Continuación de Spin, segunda novela de la trilogía.
- Vortex (2011) (Cierra la trilogía iniciada con Spin).